# Castello di Fredersdorf
Il castello di Fredersdorf nei pressi di Bad Belzig nel Brandeburgo in Germania è una casa nobiliare che fu fatta costruire dalla famiglia von Oppen nel 1719. Si tratta di una lunga costruzione barocca con facciata intonacata, eleganti ma semplici elementi di stucco e tetto di ardesia mansardato. Il castello venne costruito dopo che un incendio aveva distrutto completamente la vecchia casa padronale della famiglia von Oppen.

## Storia

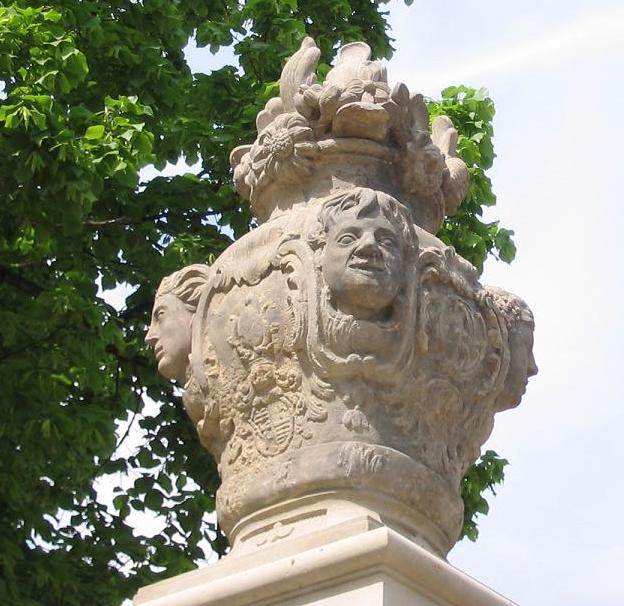
Vaso del portale

Inizialmente fu costruito solo il corpo centrale con la tipica simmetria del periodo barocco e un'importante scala centrale. In seguito, nel 1748, vennero aggiunte le due ali laterali, mantenendo comunque l'iniziale rigorosa simmetria. Nel corso degli ultimi 100 anni furono apportate all'edificio diverse modifiche, tra cui la costruzione di due scale nelle ali laterali e di una terrazza davanti all'ingresso; la struttura barocca originale rimase tuttavia ancora visibile.
Nel 1945 il castello venne espropriato alla Baronessa von Oppen, la quale dovette fuggire con la famiglia, dato l'imminente arrivo dell'Armata Rossa. I Sovietici distrussero praticamente tutto ciò che la famiglia von Oppen aveva dovuto lasciare nel castello abbandonato, utilizzando ad esempio i grandi dipinti come bersagli. In seguito il castello venne utilizzato come scuola elementare, cosa che lo salvò dalla completa distruzione (nel 1947 infatti appariva nella lista delle costruzioni signorili da abbattere). Dal 1983 sino a circa il 2002 venne adibito a ostello per turisti. Nel 2004 fu acquistato da un architetto berlinese che con enorme dispendio di mezzi e grande competenza iniziò un restauro completo ripristinando la struttura originale del 1748 utilizzando materiali originali dell'epoca. Il castello è in possesso di un privato che ne sta completando il restauro.

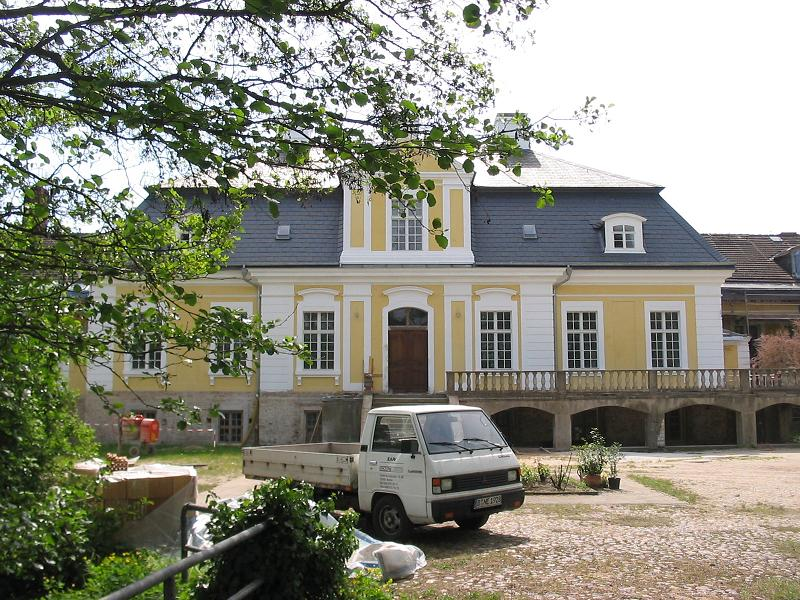
Facciata durante il restauro